# Enfield (Maine)
Enfield és una població dels Estats Units a l'estat de Maine (EUA). Segons el cens del 2000 tenia 1.616 habitants.

## Demografia
Segons el cens del 2000, Enfield tenia 1.616 habitants, 612 habitatges, i 463 famílies. La densitat de població era de 22,4 habitants/km².
Dels 612 habitatges en un 34% hi vivien nens de menys de 18 anys, en un 66,2% hi vivien parelles casades, en un 5,9% dones solteres, i en un 24,2% no eren unitats familiars. En el 18,6% dels habitatges hi vivien persones soles el 9,2% de les quals corresponia a persones de 65 anys o més que vivien soles. El nombre mitjà de persones vivint en cada habitatge era de 2,64 i el nombre mitjà de persones que vivien en cada família era de 3.
Per edats la població es repartia de la següent manera: un 26,4% tenia menys de 18 anys, un 6,6% entre 18 i 24, un 29,5% entre 25 i 44, un 25,2% de 45 a 60 i un 12,3% 65 anys o més.
L'edat mediana era de 38 anys. Per cada 100 dones de 18 o més anys hi havia 100,8 homes.
La renda mediana per habitatge era de 36.458 $ i la renda mediana per família de 42.788 $. Els homes tenien una renda mediana de 32.500 $ mentre que les dones 22.614 $. La renda per capita de la població era de 15.799 $. Entorn del 10,1% de les famílies i el 13,5% de la població estaven per davall del llindar de pobresa.